# Edifício Copan
Edifício Copan je mrakodrap v São Paulo. Je 140 metrů vysoký a má 38 pater. Stavební práce podle projektu Oscara Niemayera začaly v roce 1951 a budova byla dokončena v roce 1966.